# JA Saint-Ouen
Jeunesse Athlétique de Saint-Ouen bzw. verkürzt JA Saint-Ouen, bei RSSSF irrtümlich auch als Jeanne d´Arc de Saint-Ouen bezeichnet, war ein französischer Fußballverein aus der im Norden an Paris grenzenden Stadt Saint-Ouen und insbesondere bis zur Einführung des Professionalismus (1932) der bedeutendste Stadtrivale des ursprünglich in Paris gegründeten Traditionsvereins Red Star, der sich 1910 in Saint-Ouen niedergelassen hatte.

## Geschichte
Die JA Saint-Ouen wurde 1897 gegründet und trug ihre Heimspiele auf einem Gelände an der rue du Landy aus, was vermutlich das noch immer bestehende Stade du Landy unter der Nummer 218 gewesen sein dürfte, das heute, nur wenige hundert Meter nördlich des Stade Bauer, Spielstätte des Stadtrivalen Red Star, einen Fußballplatz mit Kunstrasen und zwei Tennisplätze beherbergt.
Die JA schloss sich zu Anfang des 20. Jahrhunderts der Fédération des sociétés athlétiques professionnelles de France (FSAPF) an und wurde zweimal (1908 und 1909) deren Landesmeister. Unmittelbar nach dem zweiten Titelgewinn wechselte sie zum konkurrierenden Amateursportverband Fédération Cycliste et Athlétique de France (FCAF). Weil dessen Meister SC Caudry darauf verzichtete, das Endspiel um die verbandsübergreifende französische Meisterschaft (Trophée de France) gegen den Titelträger der kirchlichen Fédération Gymnastique et Sportive des Patronages Français (FGSPF), die Bons Gars Bordeaux, zu bestreiten, und weil anschließend Bordeaux auch nicht gegen Saint-Ouen antreten wollte, erklärte der Dachverband Comité Français Interfédéral die JA Saint-Ouen zum französischen Meister. 1911 wurden die Audoniens – so die französischsprachige Bezeichnung für Bewohner Saint-Ouens – noch einmal Meister der FCAF; die Trophée de France mussten sie allerdings CA Paris überlassen. Zur Saison 1912/13 trat JA dem Konkurrenzverband Ligue de Football Association (LFA) bei und konnte sich somit erstmals in Punktspielderbys mit dem Stadtrivalen Red Star messen, in denen man jedoch beide Male deutlich mit 0:7 unterlag. Am Ende der Saison belegte Red Star den zweiten und Jeunesse Athlétique den achten Platz von insgesamt zehn Teilnehmern.
Am 28. Januar 1912 kam Émile Lesmann, ein Spieler von JASO, beim Spiel gegen Belgien (1:1) zu seinem ersten und einzigen Länderspieleinsatz für die französische Nationalmannschaft, bevor er am 18. September 1914 bei Kampfeinsätzen im Ersten Weltkrieg im Alter von nur 23 Jahren ums Leben kam. Weitere Nationalspieler der JA waren Paul Hoenen (eine Berufung 1923 beim 1:8 gegen die Niederlande) und Louis Darques, der im April 1915 und März 1916 (ebenfalls gegen Belgien) zu Länderspieleinsätzen kam, die heutzutage allerdings nicht mehr als offiziell gelten.
Zwischen 1919/20 und 1931/32 nahm Jeunesse Athlétique insgesamt achtmal an der landesweiten Hauptrunde des französischen Pokalwettbewerbs teil und traf gleich bei ihrer ersten Teilnahme 1919/20 im Sechzehntelfinale auf den Stadtrivalen Red Star, dem JA diesmal nur knapp mit 0:1 unterlag. In der folgenden Saison verzeichnete die JA ihren größten Pokalerfolg mit dem Erreichen des Achtelfinals – auf dem Weg dorthin schaltete sie den Vorjahresfinalisten Le Havre AC „auf dem engen, holprigen Platz an der rue du Landy“ mit 2:1 nach Verlängerung aus –, in dem man in Lyon mit 4:6 gegen die AS Cannes unterlag.
1945 ging die JASO in einer Fusion mehrerer lokaler Klubs auf, aus der Sports Olympiques Audoniens entstand; dieser fusionierte seinerseits nur ein Jahr später mit Red Star, der daraufhin bis 1948 den Namen Red Star Olympique Audonien trug. Dementsprechend ist auch eine in manchen Datenbanken geführte Pokalteilnahme des Vereins in der Saison 2009/10 fehlerhaft – dieser liegt eine Verwechslung mit einem Verein aus Saint-Ouen-l’Aumône zugrunde.

## Erfolge
- Französischer Meister des Berufsfußballverbands FSAPF: 1908, 1909
- Französischer Meister des Verbands FCAF: 1911
- Französischer Fußballmeister (Trophée de France, verbandsübergreifend): 1909 (am grünen Tisch)